# キリール・ラヴロフ
キリール・ユーレヴィッチ・ラヴロフ（Кири́лл Ю́рьевич Лавро́в, 英語: Kirill Yuryevich Lavrov, 1925年9月15日 - 2007年4月27日）は、ソビエト連邦およびロシアの俳優。キリール・ラウロフとも表記される。

## 経歴
1925年にレニングラード（現在のサンクトペテルブルク）の貴族階級の家に生まれる。父ユーリ・ラヴロフと母オルガ・イワノヴナ・グディム＝レフコヴィッチはどちらも俳優。しかし、キリールの祖母がロシア革命後に国外に逃れた反共主義者であったため、スターリン政権下でラヴロフ家は決して恵まれた状態にあるとは言えなかった。
第二次世界大戦がはじまると、シベリアのノヴォシビルスクに疎開させられる。1943年に17歳で赤軍に志願入隊、アストラハン航空専門学校に送られる。1945年に学校を卒業し、その後1950年まで千島列島の択捉島で空軍の航空機技術者として働く。その間、軍のアマチュア劇団で役者として舞台に立つようになる。
1950年にキエフで両親と再会し、そこでプロの俳優としてデビュー、父親が主演する舞台に出演するようになる。彼はプロの俳優としての訓練を受けていなかったが、生来の才能を発揮、1955年には演出家ゲオルギー・トフストノーゴフの招きでレニングラードに戻り、レニングラード・ボリショイ・ドラマ劇場（通称BDT、1991年に「サンクトペテルブルク・ボリショイ・ドラマ劇場」と改称）のメンバーに加わると、その後2007年に亡くなるまで常勤メンバーとして所属することとなる。
1968年には、『カラマーゾフの兄弟』（1969年）の撮影中にイワン・プイリエフ監督が急死したため、主演のミハイル・ウリヤーノフと共に監督を引き継いで映画を完成させる。
その後、ソ連人民芸術家の称号をはじめ、ソビエト連邦国家賞を受賞するなど、様々な称号や賞を得ている。またサンクトペテルブルクの名誉市民でもあった。
1989年にBDTの芸術監督に満場一致で選出される（2007年まで在任）と、ロシアの生んだ偉大な演出家ゲオルギー・トフストノーゴフが確立した芸術的伝統の維持に努める。その後、ソ連崩壊後の新しいロシアで政治・文化の顔として積極的に活動する。
1992年から2006年まで国際演劇労働組合連合（International Confederation of Theatrical Unions）の会長を務める。
2007年に心臓疾患により死去。

## 私生活
父親譲りの熱心なサッカーファンでサンクトペテルブルクのサッカークラブ「ゼニト」のサポーター。若い頃にはレニングラードのサッカークラブ「スパルタク」のユースチーム・メンバーだった。また、サンクトペテルブルク・ボリショイ・ドラマ劇場（BDT）所属の俳優らによるサッカーチームのキャプテンを長年にわたって務めていた。
サッカー以外にも若い頃からスポーツが得意でスキーや器械体操、フェンシングを学んでいた。
1952年に結婚したワレンティナ・ニコラエヴァとの間に2子あり。そのうち、1965年に生まれた娘マリヤ・ラヴロヴァはBDTの女優。妻とは2000年に死別。

## 主な出演映画
- 怒りと響きの戦場 Живые и мёртвые (1964)
- カラマーゾフの兄弟 Братья Карамазовы (1969)
- チャイコフスキー Чайковский (1970)
- 狩場の悲劇 Мой ласковый и нежный зверь (1978)
- 巨匠とマルガリータ Мастер и Маргарита (2005) ※テレビミニシリーズ
- レニングラード 900日の大包囲戦 Ленинград (2007) ※テレビドラマだが、後に編集されて映画として公開された。